# Chimarra uranka
Chimarra uranka là một loài Trichoptera trong họ Philopotamidae. Chúng phân bố ở miền Australasia.